# لاراكي فولغورا
لاراكي فولغورا (Fulgura)، صممت من طرف الشركة المغربية لاراكي بالتعاون مع شركة لمبرجيني الإيطالية سنة 2002. تم عرضها في معرض جنيف 2002 على أنها سيارة فكرة (بالإنجليزية: Concept Car). قدمت النسخة المخصصة للإنتاج في جنيف 2003.
كثير من الأجزاء والقطع تم تصميمها وصناعتها وتركيبها في المغرب،  لتصبح بذلك أول سيارة تصنع في المغرب والمنطقة.

## المميزات

### الوزن والأبعاد
- الوزن 1250 كغ
- الطول 4440 مم (ميليمتر)
- الارتفاع 1200 مم
- سعة خزان الوقود 90 لتر

### المحرك
- القوة 680 حصان
- عدد الأسطوانات 12 (Cylinders) أربعة أسطوانات Turbo
- علبة الجير 6 سرعات + R

### الفرامل
- الفرامل الأمامية 355 مم (ميليمتر)
- الفرامل الخلفية 320 مم

### العجلات
- العجلات الأمامية 9Jx20
- العجلات الخلفية 12,50Jx20

### الأداء
- السرعة القصوى 385 كم/س
- من 0 إلى 100 كم/س في 4 ثوان